# 夏目みく
夏目 みく（なつめ みく、1月22日 - ）は、日本の声優。岡山県出身。身長150cm、血液型はO型。主にアダルトゲームで活躍する。

## 出演作品

### ゲーム
- 君に燈る灯（河邨 心羽）
- 黒髪少女隊（山本 静、美津子、ジャスミン）
- まじかる☆ている（沙々）
- へんしん☆ア・ラ・メイド（向坂 明日奈）

### CD
- 夏目みくの「おじさんといっしょ」

| スタブアイコン | サブスタブ | この項目は、まだ閲覧者の調べものの参照としては役立たない、声優（ナレーターを含む）に関連した書きかけの項目です。この項目を加筆・訂正などしてくださる協力者を求めています（P:アニメ/PJ:芸能人）。 |